# Vitrage

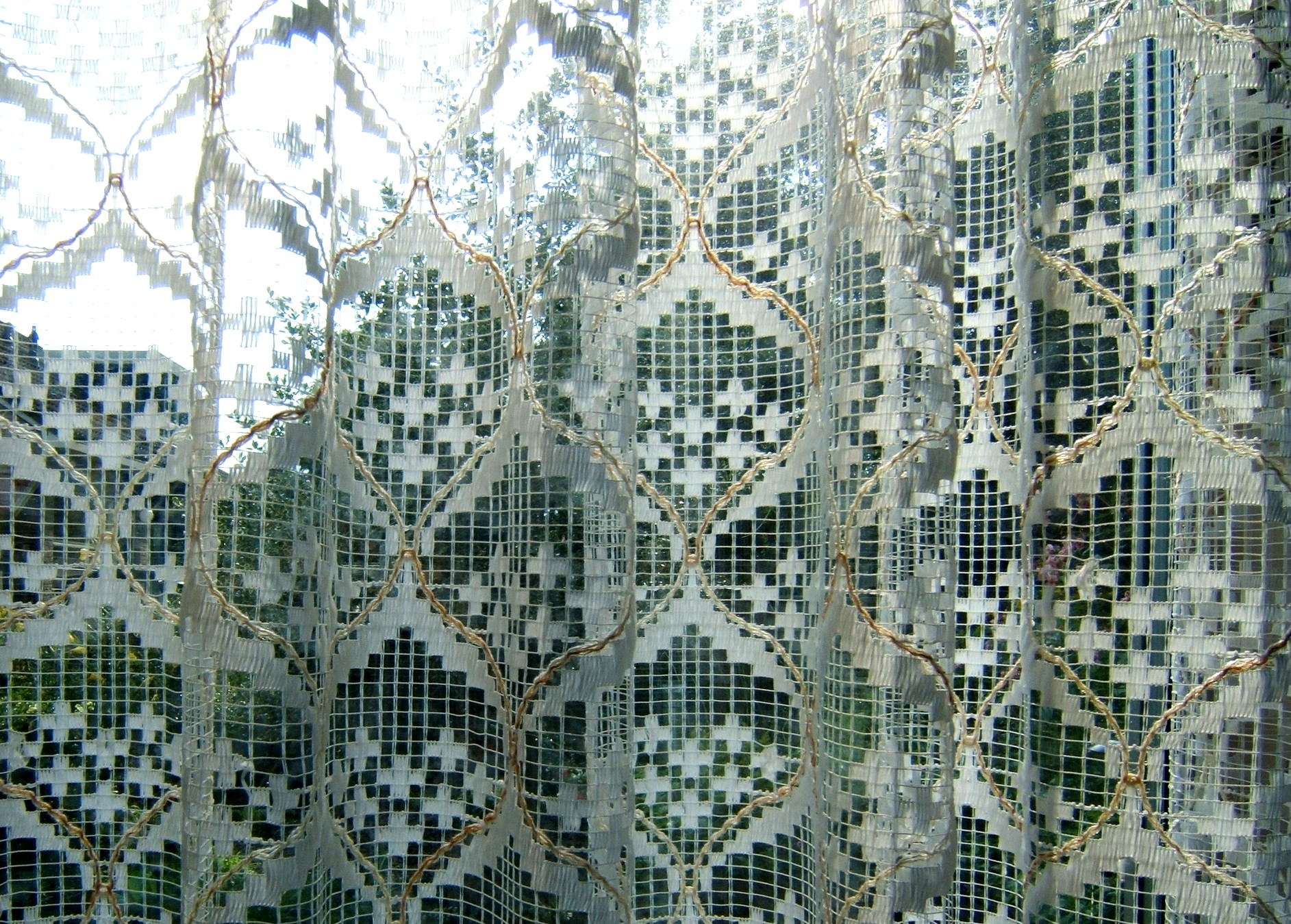
Decoratieve vitrage

Vitrage of glasgordijnen zijn vaak witte, dunne gordijnen die de zonnestraling enigszins temperen. Ze voorkomen ook inkijk als het buiten licht is, vooral als er binnen geen lamp aan is, en de betreffende personen of objecten niet direct door de zon beschenen worden. Daarnaast kunnen ze zeer decoratief zijn.
Vitrage wordt, van buitenaf gezien, voor de gordijnen gehangen. Vitrage kan een raamopening geheel bedekken, of slechts een deel ervan. In het verleden werd vitrage vaak zelf gemaakt door middel van filet haken.